# Aega acuticauda
Aega acuticauda is een pissebed uit de familie Aegidae. De wetenschappelijke naam van de soort werd in 1910 gepubliceerd door Richardson.